# 迟花矮柳
迟花矮柳（学名：[Salix oreinoma] 错误：{{Lang}}：文本有斜体标记（帮助））是杨柳科柳属的植物。分布在中国大陆的四川、云南、西藏等地，生长于海拔3,600米至4,800米的地区，多生在高山地区，目前尚未由人工引种栽培。